# Magic Mouse 2
La Magic Mouse 2 (Apple Magic Mouse 2) est une souris d'ordinateur sans fil développée et commercialisée par Apple Inc. L'utilisateur contrôle le défilement en touchant la surface acrylique multi-touch de la souris, qui est capable de reconnaître les différents gestes qui lui sont soumis.

## Caractéristiques
Annoncée le 13 octobre 2015, elle est comparable au modèle précédant par sa compatibilité Bluetooth, le principal changement étant qu'elle n'est pas alimentée par des piles AA mais par une batterie rechargeable interne. La souris est compatible avec les ordinateurs Macintosh d'Apple sous Mac OS X El Capitan (10.11) et versions ultérieures, ainsi que les tablettes iPad sous iPadOS 13.4 et versions ultérieures.
La souris est dotée d'une batterie rechargeable au lithium-ion et d'un connecteur Lightning, utilisé lors de sa recharge et de sa configuration. Contrairement à d'autres modèles similaires, le connecteur de la Magic Mouse 2 est situé sous la souris, qui ne peut donc pas être utilisée pendant la recharge. La souris utilise un processeur RISC ARM Cortex-M3 32 bits MHz de ST Microelectronics (STM32F103VB 72) et fonctionne avec le Bluetooth 3.0 de Broadcom (BCM20733 Enhanced Data Rate).
La souris est disponible en trois variantes de couleur: argent, gris sidéral et argent et noir[réf. nécessaire].

## Autres produits complémentaires Apple
La Magic Mouse 2 a été lancée en octobre 2015, en même temps que le Magic Keyboard et le Magic Trackpad 2, pour enrichir la gamme de produits écoresponsables d'Apple. En effet, le Magic Keyboard, le Magic Mouse 2 et le Magic Trackpad 2 ont tous une batterie au lithium-ion entièrement rechargeable et recyclable qui remplace les piles alcalines des modèles précédents.

## Voir également
- Magic Mouse
- Magic Keyboard
- MacOS
- iMac